# Lospalos
Lospalos (i bland av misstag stavat Los Palos), stad i Östtimor, 248 km öster om huvudstaden Dili. Lospalos har 28 000 invånare och är distriktshuvudstad i Lautém.
Internationellt kallas staden felaktigt Los Palos i tron att namnet är av spanskt ursprung. Faktum är att det kommer från stadens namn på det lokala språket fataluku, även om dagens fatalukutalande använder namnet Lospala. Det korrekta namnet på engelska, portugisiska och tetum är Lospalos.
Staden är födelsestad för Associacão Popular Democratica Timorenses grundare och ledare Frederico Almeida Santos Costa.